# Rockleigh
Rockleigh es un borough ubicado en el condado de Bergen en el estado estadounidense de Nueva Jersey. En el año 2010 tenía una población de 531 habitantes y una densidad poblacional de 212,4 personas por km².

## Geografía
Rockleigh se encuentra ubicado en las coordenadas 41°0′7″N 73°56′6″O / 41.00194, -73.93500.

## Demografía
Según la Oficina del Censo en 2000 los ingresos medios por hogar en la localidad eran de $152,262 y los ingresos medios por familia eran $157,816. Los hombres tenían unos ingresos medios de $100,000 frente a los $66,250 para las mujeres. La renta per cápita para la localidad era de $48,935. Alrededor del 23.1% de la población estaba por debajo del umbral de pobreza.